# Jerry Uelsmann
Jerry Uelsmann (11. června 1934, Detroit – 4. dubna 2022) byl americký fotograf zabývající se fotomontáží. Neuznaný fotograf pop-artu. Žil a tvořil v Gainsville v Kalifornii.

## Vlivy a témata
Uelsmannovy fotografie jsou nezvyklou směsicí témat, motivů a nálad. Na jedné fotomontáži můžete najít prvky expresionismu, pop-artu nebo surrealismu, na druhé prvky komické, romantické, fantastické. Mnohé z prací představují klasickou fotografickou techniku a její výsledky ve fotomontáži jako způsob nahlížení a vlastního poznávání světa nebo jako formalistický či konceptuální experiment.
Expresionismus v Uelsmannových fotomontážích ovlivnili „fotografičtí kmotři“ Ralph Hattersley, Minor White nebo Henry Holmes Smith. Žádnému z fotografů, se nepodařilo napodobit Uelsmannův eklektický styl. Jeho vliv se dá vystopovat v práci mnoha autorů (Meridel Rubinstein nebo Robert H. Cumming.)
Jerry Uelsmann někdy bývá označován prvním fotografem pop-artu. Jeho práce nese stejně ironický a posměšný vztah k tradiční fotografické estetice jako například Lichtensteinova práce k estetice tradiční malby.
Uelsmannovy práce jsou setkáváním extrémních a často fantastických námětů. Stejně jako Rauschenberg a mnoho dalších umělců pop-artu představuje Uelsmann prototypicky americké a osobitě jižanské náměty, kvintesence Ameriky: cetky, tretky, hlouposti a podivnosti nostalgické minulosti Zalidňuje své fotografie starými figurínami, panenkami, gotickými sochami, plní obrazy omšelými fotkami, symboly Ameriky a všemi druhy starožitností. Tyto americké náměty kombinuje s tou nejokázalejší „opotřebovanou“, romantickou ikonografií – malířskými stojany, květináči, plujícíma očima, ruinami, hroby, zahalenými ženami, mrtvými ptáky nebo západy slunce. Uelsmann tedy efektivně a oslnivě spojuje tradiční mytologii umění s americkou pop-kulturou.
Uelsmann byl jednou přirovnán k malíři Magrittovi. Podobnost je však pouze povrchová. Magrittovo vnímání je oproti Uelsmannovi příliš evropské a surreálné. Lépe by se snad dal přirovnat k Josephu Cornellovi, který zvládá kombinovat všední americkou realitu s hlubokou materií vysokého umění. Uelsmann i Cornell tak vytvářeli tajemné objekty, vizuální hříčky, vytahovali na světlo zasuté vzpomínky a budili příjemné pobavení.

## Technika
Jerry Uelsmann používal klasické metody tvorby fotografie a své fotomontáže vytvářel skládáním negativů a další rozsáhlou prací v temné komoře. Používal až 12 zvětšovacích přístrojů. Oproti tvorbě O. G. Rejlandera komponuje Uelsmann množství negativů. Neusiluje o vyprávění, ale spíše alegoricky a surrealisticky tvoří obrazy nevysvětlitelného. S příchodem digitálních fotoaparátů a Photoshopu začali být fotografové schopni vytvářet obrazy podobné těm Uelsmanovým za méně než den, ale ve své době byly jeho fotografie díky této technice shledávány téměř magickými.